# Neurada procumbens
Neurada procumbens L. è una pianta appartenente alla famiglia delle Neuradaceae.

## Descrizione

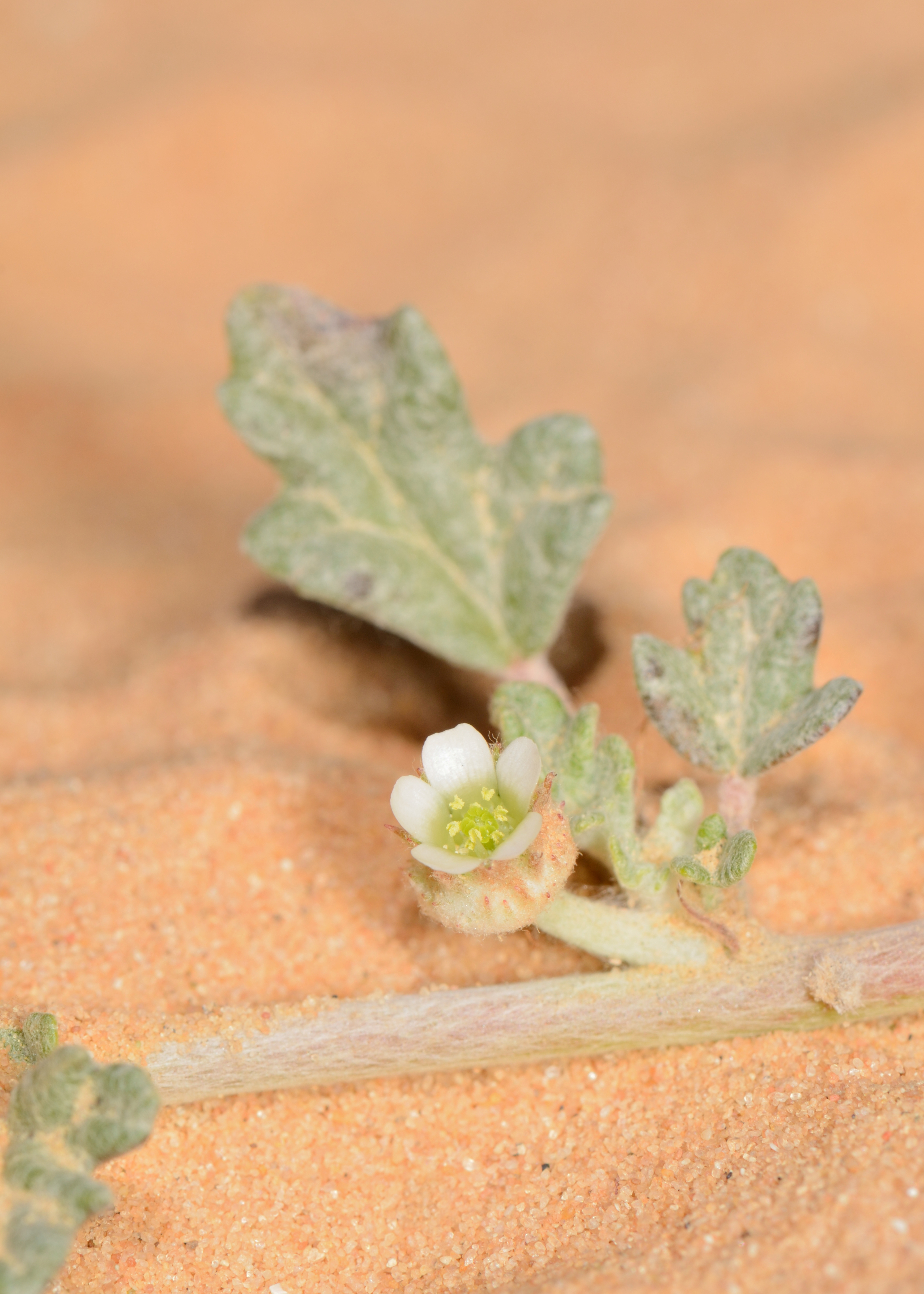
Fiore di N. procumbens

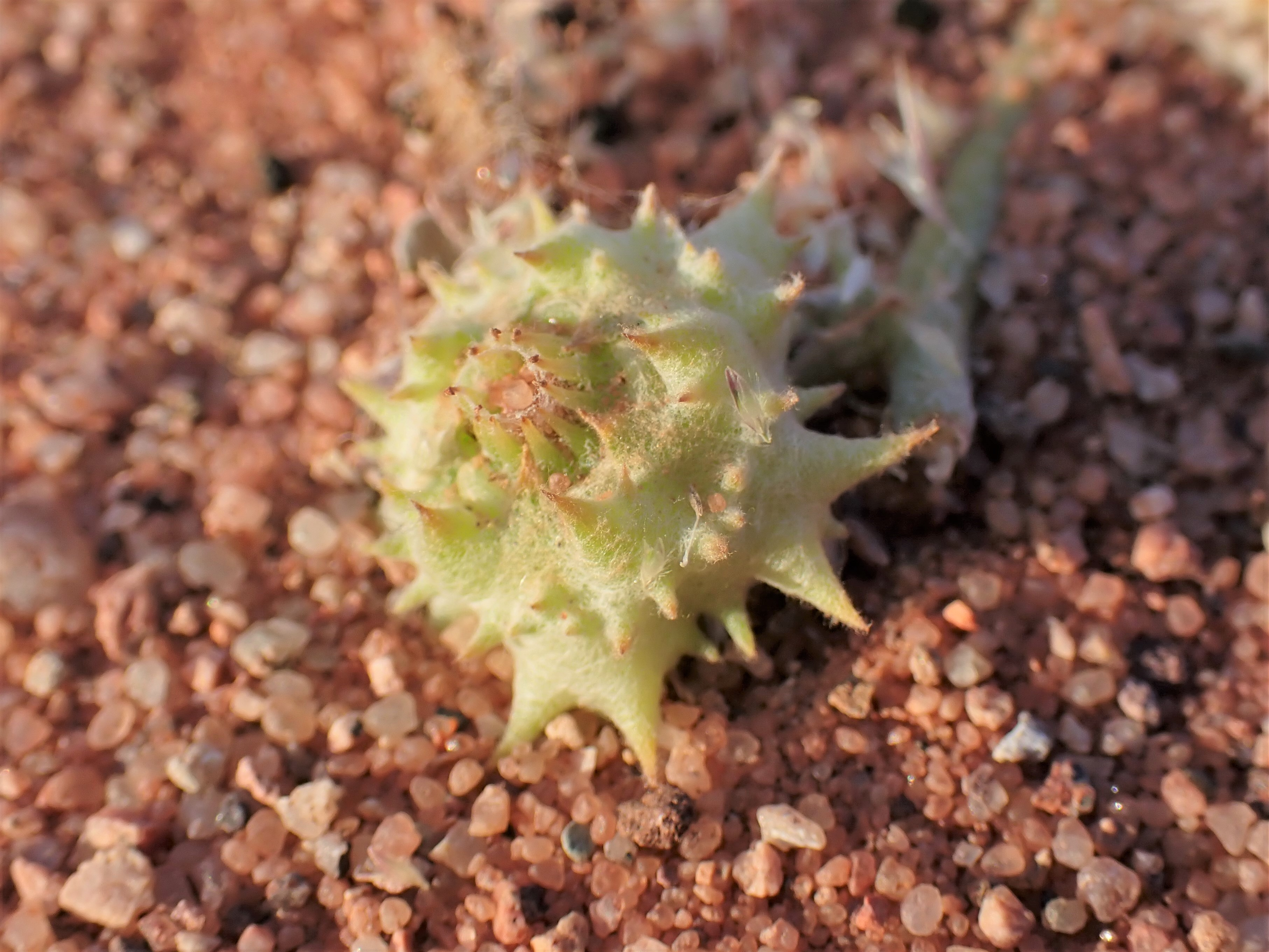
Frutto di N. procumbens

Neurada procumbens è una pianta erbacea annuale. Le parti fuori terra della pianta presentano peli tomentosi di colore grigio. Lo stelo prostrato, relativamente spesso, è lungo da 15 a 40 cm.
Le foglie, di un distintivo colore blu-verde, sono disposte alternativamente e presentano un picciolo relativamente spesso. La lamina fogliare è lunga da 5 a 30 mm e larga da 3 a 20 mm, ovoidale,  dentata o lobata. 
I fiori peduncolati si trovano individualmente nell'ascella fogliare. Sono presenti sepali parziali.
I fiori ermafroditi e peduncolati sono radialmente simmetrici e quintuplici con doppio perianzio. I cinque sepali sono fusi insieme a forma di coppa. I cinque petali bianchi o rosa sono lunghi solo circa 3 mm e sporgono appena oltre il calice. 
Il frutto è largo fino a 2 cm, sferico e appiattito conicamente e presenta una superficie feltrosa e ricoperta da numerose spine e protuberanze. Il frutto rimane ancora visibile tempo dopo che i semi hanno germogliato, formando un collare spinoso alla base della pianta.

## Distribuzione e habitat
Neurada procumbens è originaria di una fascia che si estende dal Nord Africa e dalla penisola arabica all'Iran, all'Afghanistan, al Pakistan e all'India. La specie è stata introdotta nelle Isole Canarie e cresce in climi aridi e desertici.